# سیارک ۶۰۱۵
سیارک ۶۰۱۵ (به انگلیسی: 6015 Paularego، نامگذاری:1991PR10) شش هزار و پانزدهمین سیارک کشف شده‌است که در ۷ اوت ۱۹۹۱ کشف شد.
قدر مطلق سیارک برابر ۲۶.۹ است.